# Kaarma (Saaremaa)
Koordinaten: 58° 21′ N, 22° 33′ O
Kaarma (deutsch Karmel) ist ein Dorf (estnisch küla) auf der größten estnischen Insel Saaremaa. Es gehört zur Landgemeinde Saaremaa (bis 2017: Landgemeinde Lääne-Saare) im Kreis Saare.

## Beschreibung
Das Dorf hat 65 Einwohner (Stand 1. Januar 2016). Es liegt elf Kilometer nördlich der Inselhauptstadt Kuressaare.
In dem Ort gibt es eine Grundschule und eine Bücherei. Die im 13. Jahrhundert erbaute Peter-und-Paul-Kirche von Kaarma befindet sich im Nachbardorf Kaarma-Kirikuküla.